# Mount Rainbow
Mount Rainbow är ett berg i Antarktis. Det ligger i Östantarktis. Australien gör anspråk på området. Toppen på Mount Rainbow är 2 110 meter över havet.
Terrängen runt Mount Rainbow är huvudsakligen kuperad, men åt nordväst är den bergig. Trakten är obefolkad. Det finns inga samhällen i närheten.